# Aleksandr Aliàbiev
Aleksandr Aliàbiev   (Tobolsk, 4 d'agost de 1787 (Julià) - Moscou, 22 de febrer de 1851 (Julià)), nom complet amb patronímic Aleksandr Aleksàndrovitx Aliàbiev, rus: Алекса́ндр Алекса́ндрович Аля́бьев fou un compositor, pianista i director d'orquestra rus.
Al segle xix va gaudir d'un gran èxit. Va escriure unes 200 romances, 6 òperes, 20 comèdies musicals i moltes altres obres musicals. Entre les millors obres d'Aliàbiev es troben les romances "El rossinyol", rus: Соловей Solovei (1826) amb lletra d'A. A. Délvig, "Camí d'hivern", rus: Зимняя дорога Zímniaia doroga, "Dos corbs", rus: Два ворона amb versos de Puixkin, "Les campanes del vespre", rus: Вечерний звон, Vetxerni zvon, amb lletra d'I. Kozlov, "La dona captaire", rus: Нищая Nísxaia, amb versos de P. Berenger traduïts al rus per Dmitri Lenski.

## Biografia
Aliàbiev va néixer a Tobolsk, on el seu pare, Aleksandr Vassílievitx Aliàbiev, exercia de governador. El 1796, la família es va traslladar a Sant Petersburg, on el seu pare va rebre una càrrec al Collegium Berg del Departament de Mineria, i Aleksandr Aliàbiev va començar a rebre classes de música de Johann Heinrich Miller. El 1801, va començar a servir com a unter schachtmeister de 3a classe al Collegium Berg (1801) a Sant Petersburg, i després com a schachtmeister de 14a classe (1803) a Moscou. El 1810 va publicar les seves primeres composicions musicals (romances i valsos)Però la seva carrera es va interrompre breument quan es va oferir voluntari per anar a la guerra contra Napoleó I el 1812 i a les campanyes estrangeres de l'exèrcit rus el 1813-1814. Com a militar, va participar en la presa de Dresden, organitzada pel partisà i famós poeta Denís Davídov. Durant la presa de Dresden va ser ferit. Va participar en la batalla de Leipzig, a les batalles del Rin i a la presa de París. Fou condecorat amb l'Orde de Santa Anna de 3r grau, l'Orde de Sant Vladimir de 4t grau i la medalla "En memòria de la guerra de 1812". Acabà la guerra amb el grau de rittmeister. Va continuar el servei militar a Sant Petersburg, on el 1815 va compondre una de les seves primeres obres: la cançó dels hússars "Un dia més", rus: Один ещё денёк Odín iesxo denok.»
El 1823, Aliàbiev, amb el grau de podpolkóvnik, es va retirar amb uniforme i una pensió completa. Va viure a Moscou i Sant Petersburg. En aquesta època, es va apropar a l'escriptor Mikhaïl Zagoskin i al compositor Aleksei Verstovski.
El 24 de febrer de 1825, Aliàbiev va ser arrestat per un fals càrrec d'assassinat: durant un joc de cartes organitzat en un sopar a casa seva, va colpejar el coronel retirat T. M. Vremov per fer trampes amb les cartes. Uns dies després el coronel, que feia temps que era greument malalt, va morir sobtadament per una hemorràgia a la melsa. Aquest incident el descriu A. F. Píssemski a la novel·la "Maçons"(1880-1881). Malgrat la manca de proves de l'acusació, va ser condemnat a l'exili a Sibèria amb la privació de tots els drets i el títol de noblesa.El motiu principal de la dura sentència va ser, aparentment, la proximitat d'Aliàbiev amb els cercles decabristes. Nicolau I va rebutjar repetidament les peticions per mitigar el destí d'Aliàbiev.
El 1828, després d'un empresonament de 3 anys a la fortalesa, Aliàbiev va ser enviat a Tobolsk. Aquí va organitzar una orquestra simfònica de "música cosaca", va dirigir concerts simfònics i corals, va actuar com a director i pianista. Les conegudes romances d'Aliàbiev, publicats a la col·lecció Séverni pevets, rus: Северный певец (1828, 1831), i una sèrie d'obres orquestrals pertanyen a aquesta època.
El 1832-1833, Aliàbiev va viure al Caucas. El 1833-1834 va viure a Orenburg, aleshores a la gubèrnia de Moscou. Interessat per la música dels pobles de Rússia, el compositor va escoltar cançons populars caucàsiques, baixkirs, kirguises, turcomanes i tàrtares. Va compilar i publicar (juntament amb l'historiador i folklorista M. A. Maksímovitx una col·lecció de Veus de cançons ucraïneses, rus: Голоса украинских песен Golossà ukraïnskikh pesse (1832, publicada a 1834).
El 1843 se li va permetre establir-se de nou a Moscou. Tanmateix, des de 1825 fins al final de la seva vida va estar sota vigilància policial sense interrupcions. Aquí tornà a entrar en l'entorn teatral, escrivint música per a representacions dramàtiques. El 1847, es va fer amic d'A. S. Dargomijski.
El compositor va morir a Moscou el 22 de febrer de 1851. Va ser enterrat al monestir Símonov a la tomba dels Aliàbiev.
La glacera Aliàbiev a l'Antàrtida porta el seu nom.

## Estil
Aliàbiev va ser un dels primers compositors russos que es va interessar per la música popular de la seva terra natal. Sobretot des del seu exili va treballar com a compilador de cançons populars. També va incorporar cançons populars a les seves obres posteriors, encara que no amb tanta coherència com Mikhaïl Glinka. Les seves obres anteriors mostren sobretot la seva admiració per Beethoven, però també va escriure molta música de saló. En general, el seu estil és bastant conservador i sovint es compara amb el primer Schubert, sobretot per la seva composició de cançons. No obstant això, gran part de la seva obra tardana s'ha perdut, fet que dificulta la valoració de la seva obra compositiva. Aliàbiev va compondre per a tots els gèneres musicals, obres d'orquestra, música de cambra i piano; el focus de la seva obra, però, és la música vocal, especialment les seves cançons. La carrera d'Aliàbiev com a compositor es va veure interrompuda bruscament pel seu exili: primer va aconseguir una bona reputació com a compositor, que va culminar amb el fet que se li va permetre compondre la música d'inauguració del famós Teatre Bolxoi. A partir de 1825, però, gairebé no es va tocar cap de les obres d'Aliàbiev; A més, se li va prohibir d'actuar fins al final de la seva vida.

## Obres
- Música orquestral
  - Simfonia en sol major (abans de 1820, fragment)
  - Simfonia en mi bemoll major (abans de 1820)
  - Simfonia en mi menor (1830)
  - Simfonia (1850, perduda)
  - Obertures
  - Marxes
  - Diversos balls
  - Música escènica
- Música vocal
  - 5 òperes, 4 de les quals només han sobreviscut en fragments, p. "Ammalat-bek" (1842-47)
  - 23 vodevils
  - Obres corals sagrades
  - Nombroses obres corals profanes, p. "El triomf de les muses" (1824, per a la inauguració del Teatre Bolxoi, perdut)
  - Unes 150 cançons
  - Arranjaments de cançons populars
- Música de cambra
  - Quartet de corda núm. 1 en mi bemoll major (1815)
  - Quartet de corda núm. 2 (vers 1820, perdut)
  - Quartet de corda núm. 3 en sol major (1825)
  - Quartet de corda en sol menor (1842, fragment)
  - Quartet de corda (1846, fragment)
  - Trio amb piano en mi bemoll major (vers 1815)
  - Trio amb piano en la menor (després de 1817)
  - Quintet amb piano en mi bemoll major (1818)
  - Sonata per a violí en mi menor (1834)
  - Algunes obres per a piano